# Небраска (филм)
Небраска (енгл. Nebraska) је америчка драма са елементима комедије, коју је режирао Александер Пејн. Филм је био у конкуренцији за Златну палму на Канском филмском фестивалу, где је Дерн освојио награду за најбољег глумца.

## Радња
Вуди Грант, човек у позним годинама и алкохоличар, креће на пут у своје родно место, од Монтане до Небраске, где потражује милион долара које је добио у једној наградној игри. Друштво му прави његов син, који му се придружио првенствено због жеље да боље упозна и разуме свог оца. Ово је прича о отуђености и односу између оца и сина.

## Главне улоге
| Глумац           | Улога         |
| ---------------- | ------------- |
| Брус Дерн        | Вуди Грант    |
| Вил Форте        | Дејвид Грант  |
| Џун Сквиб        | Кејт Грант    |
| Мери Луиз Вилсон | тетка Марта   |
| Боб Оденкирк     | Кармин Полито |
| Стејси Кич       | Ед            |